# Championnat d'Allemagne de football 1952-1953
Navigation
Meisterschaft
(Oberligen)
1951-1952 Meisterschaft
(Oberligen)
1953-1954
La saison 1952-1953 du Championnat d'Allemagne de football était la 43e édition de la première division allemande. Le championnat fut disputé par 8 clubs issus de cinq ligues supérieures (les champions et vice-champions des Oberligen Nord, West, Süd ainsi que les champions des Oberligen Südwest et Berlin).
Depuis 1947, quatre Oberligen (Nord, West, Süd et Südwest) s'étaient constituées auxquelles s'ajoutait la Vertragsliga Berlin. Celle-ci fut, par facilité, familièrement dénommée "Oberliga Berlin". Depuis la saison 1950-1951, cette ligue ne concernait plus que les clubs situés à Berlin-Ouest. Malgré la faiblesse générale de ses clubs par rapport à la moyenne générale, la "Ligue berlinoise" resta maintenue jusqu'en 1963 pour d'évidentes raisons politiques, mais aussi "sentimentales".
Les modalités de qualification et le nombre de qualifiés total et/ou par "Oberliga" évoluèrent au fil des saisons. toutefois, lors de cette édition 1952-1953, la DFB conserva la même formule que pour les éditions 1951 et 1952, c'est-à-dire un "mini-championnat" durant lequel les participants étaient répartis en deux groupes de quatre et se rencontrèrent en matches aller/retour.
Les Oberligen "Nord", "Ouest" et "Sud" eurent chacune deux qualifiés alors que les régions "Sud-Ouest" et "Berlin" ne disposèrent que d'un participant.
La finale 1953 fit office de "super finale" puisqu'elle opposa les deux clubs qui se partageaient les trois derniers titres : le 1. FC Kaiserslautern (1 sacre) et le VfB Stuttgart (2 sacres). Ce dernier se qualifia de justesse en ne devançant le Borussia Dortmund qu'en fonction de la règle du Torquotient, c'est-à-dire la "moyenne de buts". Stuttgart, avec 16 buts marqués pour 6 concédés, avait un "goal-average" de 2,66. Dortmund (17 buts pour, 7 contre) avait un "Torquotient" de 2,43. La place en finale se jouant donc pour 23 centièmes de but !
A l'Olympiastadion de Berlin-Ouest, le Erste Fussball Club Kaiserslautern, toujours avec les frères Fritz et Ottmar Walter, conquit le titre en s'imposant, nettement (4-1). Ce fut le 2e titre de l'Histoire du "1FCK" qui ne se doutait pas, à ce moment, qu'il allait devoir patienter 38 ans pour fêter le 3e.

## Oberliga Nord
L'Oberliga Nord 1952-1953 (en français : Ligue supérieure de football d'Allemagne du Nord) fut une ligue de football. Elle fut la 5e édition de cette ligue en tant que partie intégrante du Championnat d'Allemagne de football.
Cette zone couvrait le Nord du pays et regroupait les Länder de Basse-Saxe, du Schleswig-Holstein et le territoire des "Villes libres" de Brême et de Hambourg.
De 1946 à la fin de l'été 1948, les équipes de cette zone avaient pris part, en commun avec cette de la zone "Ouest", aux compétitions appelées Meisterschaft der Britische Besatzungzone 1946-1947 et  Meisterschaft der Britische Besatzungzone 1947-1948.

### Compétitions
Le Hamburger SV conserva son titre de « Nordeutscher Meister » (Jusqu'en 1963, le club de la ville hanséatique allait en fait remporter tous les titres de cette ligue sauf un !).
Après une longue période de doute, le Kieler SV Holstein revint sur le devant de la scène en remportant la seconde place qualificative pour la phase finale nationale.
Les trois néo-promus assurèrent leur maintien. Concordia Hamburg et l'Eintracht Osnabrück descendirent.

#### Légende
| Légende         |                                                                 |
| C               | Norddeutscher Meister & qualifié pour la phase finale nationale |
| Q               | qualifié pour la phase finale nationale                         |
| (T)             | Tenant du titre de l'Oberliga Nord 1951-1952                    |
| R               | Relégué en vue de la saison suivante                            |
| en augmentation | club promu depuis la fin de la saison précédente                |

#### Classement
|   |    |                           | M  | G  | N  | P  | +  | -  | Avg  | Pts |
| - | -- | ------------------------- | -- | -- | -- | -- | -- | -- | ---- | --- |
| C | 1  | Hamburger SV (T)          | 30 | 19 | 7  | 4  | 96 | 48 | 2,00 | 45  |
| Q | 2  | Kieler SV Holstein        | 30 | 18 | 7  | 5  | 78 | 57 | 1,34 | 43  |
|   | 3  | SV Werder Bremen          | 30 | 15 | 9  | 6  | 66 | 38 | 1,74 | 39  |
|   | 4  | VfL Osnabrück             | 30 | 15 | 5  | 10 | 66 | 47 | 1,40 | 35  |
|   | 5  | 1. SC Göttingen           | 30 | 13 | 6  | 11 | 73 | 57 | 1,28 | 32  |
|   | 6  | FC Altona 93              | 30 | 13 | 6  | 11 | 73 | 69 | 1,05 | 34  |
|   | 7  | Hannover SV 96            | 30 | 10 | 10 | 10 | 52 | 33 | 1,58 | 30  |
|   | 8  | TuS Bremerhaven 93        | 30 | 9  | 11 | 10 | 50 | 60 | 0,83 | 29  |
|   | 9  | FC St. Pauli              | 30 | 11 | 6  | 13 | 62 | 57 | 1,09 | 28  |
|   | 10 | Eimsbütteler TV           | 30 | 12 | 4  | 14 | 59 | 62 | 0,95 | 28  |
|   | 11 | VfB Lübeck                | 30 | 9  | 10 | 11 | 46 | 63 | 0,73 | 28  |
|   | 12 | SV Arminia Hannover       | 30 | 9  | 9  | 12 | 51 | 62 | 0,82 | 27  |
|   | 13 | Bremer SV                 | 30 | 12 | 2  | 16 | 65 | 71 | 0,92 | 26  |
|   | 14 | Harburger TB              | 30 | 11 | 2  | 17 | 47 | 71 | 0,66 | 24  |
| R | 15 | SC Concordia Hamburg      | 30 | 8  | 7  | 15 | 47 | 62 | 0,76 | 23  |
| R | 16 | SV Eintracht 08 Osnabrück | 30 | 5  | 9  | 16 | 54 | 76 | 0,71 | 19  |

### Montées depuis l'échelon inférieur
Les deux derniers classés furent relégués et remplacés par deux clubs promus en vue de la saison suivante : Braunschweiger TSV Eintracht et SC Victoria Hambourg.

## Vertragsliga Berlin
L’Oberliga Berlin 1952-1953, officiellement Vertragsliga Berlin (en français : « Ligue berlinoise de football »), fut une ligue de football organisée à Berlin-Ouest.
Ce fut la 6e édition de cette ligue en tant que partie intégrante du Championnat d'Allemagne de football (deux éditions avaient eu lieu à titre « individuel » en 1945-1946 et en 1946-1947).
Depuis la saison 1950-1951, seuls les clubs localisés dans les différents districts de Berlin-Ouest participent à cette ligue.

### Nom officiel
Précisons que l’appellation officielle de la ligue fut Vertragsliga Berlin. Mais afin de faciliter la compréhension et le suivi de saison en saison, nous employons expressément le terme « Oberliga Berlin », puisque dans la structure mise en place par la DFB, cette ligue allait avoir dans les saisons suivantes, la même valeur que les quatre autres Oberligen (Nord, Ouest, Sud et Sud-Ouest).

### Compétition
Triple champion en titre, le Tennis Borussia Berlin ne termina que 3e. Le titre de Berliner Meister revint à l’Union 06 Berlin qui se qualifia pour la phase finale nationale.
En fin de compétition, les trois derniers classés furent relégués vers une ligue inférieure.

#### Légende
| C               | Berliner Meister & qualifié pour la phase finale nationale        |
| (T)             | Tenant du titre Berliner Meister 1951-1952                        |
| R               | Relégué en vue de la saison suivante                              |
| en augmentation | club promu, ou nouveau venu depuis la fin de la saison précédente |

#### Classement
|   |    |                            | M  | G  | N | P  | +  | -  | Avg  | Pts |
| - | -- | -------------------------- | -- | -- | - | -- | -- | -- | ---- | --- |
| C | 1  | SC Union 06 Berlin         | 24 | 17 | 6 | 1  | 57 | 26 | 2,19 | 40  |
|   | 2  | Spandauer SV               | 24 | 14 | 3 | 7  | 53 | 53 | 0,00 | 31  |
|   | 3  | Tennis Borussia Berlin (T) | 24 | 12 | 7 | 5  | 46 | 29 | 1,59 | 31  |
|   | 4  | Berliner FC Viktoria 89    | 24 | 11 | 6 | 7  | 62 | 41 | 1,51 | 28  |
|   | 5  | Berliner SV 92             | 24 | 12 | 4 | 8  | 56 | 39 | 1,43 | 28  |
|   | 6  | SV Blau-Weiss Berlin       | 24 | 12 | 2 | 10 | 54 | 44 | 1,23 | 26  |
|   | 7  | Berliner FC Alemannia 90   | 24 | 10 | 5 | 9  | 44 | 47 | 0,94 | 25  |
|   | 8  | SC Minerva 93 Berlin       | 24 | 9  | 5 | 10 | 45 | 48 | 0,94 | 23  |
|   | 9  | SC Wacker 04 Berlin        | 24 | 8  | 5 | 11 | 42 | 43 | 0,98 | 21  |
|   | 10 | Berliner FC Nordstern      | 24 | 5  | 9 | 10 | 37 | 56 | 0,66 | 19  |
| R | 11 | Berliner FC Südring        | 24 | 5  | 6 | 13 | 30 | 60 | 0,50 | 16  |
| R | 12 | Steglitzer SC Südwest      | 24 | 3  | 6 | 15 | 32 | 64 | 0,50 | 12  |
| R | 13 | Hertha BSC Berlin          | 24 | 3  | 6 | 15 | 32 | 79 | 0,41 | 12  |

### Montants depuis l'échelon inférieur
Les trois derniers classés furent relégués. Afin de ramener la série à 12 participants, il n'y eut que deux promus. Ces deux équipes furent : FC Hertha 03 Zehlendorf et Berliner SC Kickers 1900.

## Oberliga West
L'Oberliga West 1952-1953 (en français : Ligue supérieure de football d'Allemagne occidentale) fut une ligue de football. Elle fut la 5e édition de cette ligue en tant que partie intégrante de la nouvelle formule du Championnat d'Allemagne de football.
Cette zone couvrait la région Ouest du pays : le Land de Rhénanie du Nord-Wesphalie.
De 1946 à la fin de l'été 1948, les équipes de cette Oberliga avaient pris part, en commun avec les clubs de la région "Nord", aux compétitions appelées Meisterschaft der Britische Besatzungzone 1946-1947 et  Meisterschaft der Britische Besatzungzone 1947-1948.

### Compétitions
Le Borussia Dortmund retrouva le titre de "Westdeutscher Meister". Il fut ainsi qualifié pour le tour final national en compagnie de son dauphin, le 1. FC Köln.
Les deux derniers classés furent relégués en 2. Oberliga West.

#### Légende
| Légende         |                                                                         |
| C               | Westdeutscher Meister & qualifié pour la phase finale nationale         |
| Q               | qualifié pour la phase finale nationale                                 |
| (T)             | Tenant du titre Oberliga West 1951-1952                                 |
| R               | club relégués en 2. Oberliga West pour la saison suivante               |
| en augmentation | club promu de la 2. Oberliga West depuis la fin de la saison précédente |

#### Classement
|   |    |                          | M  | G  | N  | P  | +  | -  | Avg  | Pts |
| - | -- | ------------------------ | -- | -- | -- | -- | -- | -- | ---- | --- |
| C | 1  | Borussia Dortmund        | 30 | 20 | 6  | 4  | 87 | 36 | 2,42 | 46  |
| Q | 2  | 1. FC Köln               | 30 | 19 | 5  | 6  | 86 | 42 | 2,05 | 43  |
|   | 3  | Rot-Weiss Essen (T)      | 30 | 18 | 4  | 8  | 86 | 40 | 2,15 | 40  |
|   | 4  | Meidericher SV           | 30 | 15 | 6  | 9  | 63 | 51 | 1,24 | 36  |
|   | 5  | Aachener TSV Alemannia   | 30 | 14 | 6  | 10 | 61 | 57 | 1,07 | 34  |
|   | 6  | FC Schalke 04            | 30 | 14 | 5  | 11 | 67 | 49 | 1,37 | 33  |
|   | 7  | SC Preussen Münster      | 30 | 12 | 8  | 10 | 74 | 60 | 1,23 | 32  |
|   | 8  | SC Preussen Dellbrück    | 30 | 12 | 7  | 11 | 52 | 39 | 1,36 | 31  |
|   | 9  | Fortuna Düsseldorf       | 30 | 14 | 2  | 14 | 68 | 60 | 1,13 | 30  |
|   | 10 | SV Bayer 04 Leverkusen   | 30 | 10 | 9  | 11 | 50 | 68 | 0,74 | 29  |
|   | 11 | SV Sodingen              | 30 | 7  | 11 | 12 | 47 | 54 | 0,87 | 25  |
|   | 12 | STV Horst-Emscher        | 30 | 9  | 5  | 16 | 42 | 73 | 0,58 | 23  |
|   | 13 | Schwarz-Weiss Essen      | 30 | 9  | 4  | 17 | 54 | 76 | 0,71 | 22  |
|   | 14 | Borussia Münche-Gladbach | 30 | 7  | 7  | 16 | 31 | 80 | 0,39 | 21  |
| R | 15 | Sportfreunde Katernberg  | 30 | 7  | 5  | 18 | 57 | 91 | 0,63 | 19  |
| R | 16 | SpVgg Erkenschwick       | 30 | 6  | 4  | 20 | 41 | 90 | 0,46 | 16  |

### Montée/Descente depuis l'étage inférieur
Depuis la saison 1949-1950, la Westdeutscher Fußball-und Leichtathletikverband (WFLV), avait créé la 2. Oberliga West.
En fin de saison, les deux derniers classés de l'Oberliga furent relégués et remplacés par les deux premiers de la 2. Oberliga West qui à partir de cette saison 1952-1953 avait été ramenée de deux à une seule série : VfL Bochum (Champion 2. Oberliga West) et Rheydter SpV (Vice-champion 2. Oberliga West).

## Oberliga Südwest
L'Oberliga Südwest 1952-1953 (en français : Ligue supérieure de football d'Allemagne du Sud-Ouest) est une ligue de football. Elle constitue la 6e édition en tant que partie intégrante de la nouvelle formule du Championnat d'Allemagne de football.
Cette zone couvre le Sud-Ouest du pays et regroupe  le Land de Rhénanie-Palatinat et le protectorat de Sarre.

### Compétition
Le 1. FC Kaiserslautern reprend le titre de Südwestdeutscher Meister et se qualifie pour la phase finale nationale. Quelques semaines plus tard, le 1.FCK enlève un nouveau titre national.
Les deux derniers classés sont relégués vers la 2. Oberliga Südwest.

#### Légende
| Légende         | |
| C               | Südwest Meister & qualifié pour la phase finale nationale                                                                     |
| (T)             | Tenant du titre Oberliga Südwest 1951-1952                                                                                    |
| R               | Relégué en 2. Oberliga Südwest en vue de la saison suivante                                                                   |
| en augmentation | club promu de la 2. Oberliga Südwest depuis la fin de la saison précédente                                                    |
| ²               | club promu de deux divisions (arrivant directement d'Amateurliga Saarland, 3e division) depuis la fin de la saison précédente |

#### Classement
|   |    |                           | M  | G  | N  | P  | +   | -   | Avg  | Pts |
| - | -- | ------------------------- | -- | -- | -- | -- | --- | --- | ---- | --- |
| C | 1  | 1. FC Kaiserslautern      | 30 | 23 | 5  | 2  | 127 | 31  | 4,10 | 51  |
|   | 2  | TuS Neuendorf             | 30 | 21 | 4  | 5  | 97  | 28  | 3,46 | 46  |
|   | 3  | 1. FC Saarbrücken (T)     | 30 | 22 | 2  | 6  | 89  | 39  | 2,28 | 46  |
|   | 4  | VfR Wormatia Worms 08     | 30 | 16 | 5  | 9  | 85  | 58  | 1,47 | 37  |
|   | 5  | TuRa Ludwigshafen         | 30 | 12 | 10 | 8  | 57  | 47  | 1,21 | 34  |
|   | 6  | VfB Borussia Neunkirchen  | 30 | 12 | 7  | 11 | 36  | 46  | 0,78 | 31  |
|   | 7  | FK Pirmasens              | 30 | 12 | 6  | 12 | 64  | 56  | 1,14 | 30  |
|   | 8  | 1. FSV Mainz 05           | 30 | 12 | 6  | 12 | 59  | 55  | 1,07 | 30  |
|   | 9  | SV Saar 05 Saarbrücken ²  | 30 | 12 | 4  | 14 | 54  | 62  | 0,87 | 28  |
|   | 10 | FV Speyer                 | 30 | 10 | 8  | 12 | 33  | 39  | 0,85 | 28  |
|   | 11 | VfR Kaiserslautern        | 30 | 12 | 3  | 15 | 55  | 72  | 0,76 | 27  |
|   | 12 | SV Phönix 03 Ludwigshafen | 30 | 9  | 6  | 15 | 44  | 68  | 0,65 | 24  |
|   | 13 | SV Eintracht Trier        | 30 | 10 | 3  | 17 | 43  | 66  | 0,65 | 23  |
|   | 14 | VfR Kirn                  | 30 | 9  | 4  | 17 | 41  | 73  | 0,56 | 22  |
| R | 15 | FV Engers 07              | 30 | 7  | 6  | 17 | 46  | 81  | 0,59 | 20  |
| R | 16 | BFV Hassia Bingen         | 30 | 0  | 3  | 27 | 32  | 141 | 0,23 | 3   |

### Montées depuis l'étage inférieur
Depuis la saison 1951-1952, la Fußball-Regional-Verband Südwest (FRVS) a instauré une ligue constituant un 2e niveau : la 2. Oberliga Südwest.
Les deux derniers classés sont relégués en 2. Oberliga Südwest 1952-1953, et sont remplacés par deux équipes promues depuis les séries inférieures : ASV Landau (Champion 2. Oberliga Südwest) et VfR Frankenthal (Vice-champion 2. Oberliga Südwest).

## Oberliga Süd
L'Oberliga Süd 1952-1953 (en français : Ligue supérieure de football d'Allemagne du Sud) est la 6e édition de la compétition en tant que partie intégrante du Championnat d'Allemagne de football.
L'Oberliga Süd couvre le Sud du pays et regroupe les Länder du Bade-Wurtemberg, de Bavière et de Hesse.

### Compétition
Champion d'Allemagne en titre, le VfB Stuttgart termine vice-champion, derrière l'Eintracht Frankfurt. Les deux équipes se qualifient pour la phase finale nationale.
Stuttgart échoue de peu dans la reconduite de son titre national car il s'incline en finale contre le 1. FC Kaiserslautern.

#### Légende
| Légende         |                                                                        |
|                 | Champion d'Allemagne 1952                                              |
| C               | Süddeutscher Meister & qualifié pour la phase finale nationale         |
| (T)             | Tenant du titre 1951-1952                                              |
| Q               | qualifié pour la phase finale nationale                                |
| R               | Relégué en 2. Oberliga pour la saison suivante                         |
| en augmentation | club promu de la 2. Oberliga Süd depuis la fin de la saison précédente |

#### Classement
|   |    |                           | M  | G  | N  | P  | +  | -  | Avg  | Pts |
| - | -- | ------------------------- | -- | -- | -- | -- | -- | -- | ---- | --- |
| C | 1  | SG Eintracht Frankfurt    | 30 | 16 | 7  | 7  | 62 | 49 | 1,27 | 39  |
| Q | 2  | VfB Stuttgart (T)         | 30 | 15 | 8  | 7  | 69 | 33 | 2,09 | 38  |
|   | 3  | SpVgg Fürth               | 30 | 12 | 11 | 7  | 65 | 45 | 1,44 | 35  |
|   | 4  | KSC Phönix-Mühlburg       | 30 | 15 | 4  | 11 | 68 | 52 | 1,31 | 34  |
|   | 5  | 1. FC Schweinfurt 05      | 30 | 12 | 8  | 10 | 40 | 51 | 0,78 | 32  |
|   | 6  | Offenbacher FC Kickers    | 30 | 11 | 9  | 10 | 61 | 53 | 1,15 | 31  |
|   | 7  | FC Bayern München         | 30 | 12 | 6  | 12 | 59 | 56 | 1,05 | 30  |
|   | 8  | SV 07 Waldhof             | 30 | 13 | 4  | 13 | 56 | 62 | 0,92 | 30  |
|   | 9  | 1. FC Nürnberg            | 30 | 11 | 7  | 12 | 67 | 61 | 1,10 | 29  |
|   | 10 | BC Augsburg               | 30 | 9  | 10 | 11 | 59 | 61 | 0,97 | 28  |
|   | 11 | FSV Frankfurt             | 30 | 11 | 6  | 13 | 38 | 44 | 0,86 | 28  |
|   | 12 | SV Viktoria Aschaffenburg | 30 | 13 | 2  | 15 | 59 | 74 | 0,78 | 28  |
|   | 13 | VfR Mannheim              | 30 | 9  | 9  | 12 | 46 | 59 | 0,78 | 27  |
|   | 14 | SV Stuttgarter Kickers    | 30 | 10 | 6  | 14 | 65 | 69 | 0,94 | 26  |
| R | 15 | TSV 1860 München          | 30 | 6  | 12 | 12 | 46 | 58 | 0,79 | 24  |
| R | 16 | TSG 1846 Ulm              | 30 | 7  | 7  | 16 | 41 | 74 | 0,55 | 21  |

### Montée / Descente depuis l'étage inférieur
Créée lors de la saison 1950-1951 par la Süddeutscher Fußball-Verband (SFV), la 2. Oberliga Süd se trouve directement inférieure à l'Oberliga et directement supérieure aux séries de Landesliga.
En cette fin de saison, les deux derniers classés de l'Oberliga sont relégués et remplacés par les deux premiers de la 2. Oberliga Süd 1952-1953 : SSV Jahn Ratisbonne (Champion) et KSV Hessen Kassel (Vice-champion).

### Changement d'appellation
En fin de saison 1951-1952, le KSC Phönix-Mühlburg prend la dénomination de Karlsruher SC.

## Phase finale nationale

### Les 8 clubs participants
| Légende |                           |
|         | Champion d'Allemagne 1952 |

| Oberligen           | Qualifiés                         | Remarques                     | Tour d'entrée     |
| ------------------- | --------------------------------- | ----------------------------- | ----------------- |
| Oberliga Nord       | Hamburger SV Kieler SV Holstein   | Norddeutscher Meister 2e Nord | Groupe 2 Groupe 1 |
| Vertragsliga Berlin | SC Union 06 Berlin                | Berliner Meister              | Groupe 2          |
| Oberliga West       | Borussia Dortmund 1. FC Köln      | Westdeutscher Meister 2e West | Groupe 2 Groupe 1 |
| Oberliga Südwest    | 1. FC Kaiserslautern              | Südwestdeutscher Meister      | Groupe 1          |
| Oberliga Süd        | Eintracht Frankfurt VfB Stuttgart | Süddeutscher Meister 2e Süd   | Groupe 1 Groupe 2 |

### Compétition

#### Premier tour

##### Groupe 1
| Rang | Équipe               | Pts | J | G | N | P | Bp | Bc | Diff |  | Résultats (▼ dom., ► ext.) | Kais | Eint | Köln | Hols |
| ---- | -------------------- | --- | - | - | - | - | -- | -- | ---- |  | -------------------------- | ---- | ---- | ---- | ---- |
| 1    | 1. FC Kaiserslautern | 11  | 6 | 5 | 1 | 0 | 16 | 7  | +9   |  | 1. FC Kaiserslautern       |      | 5-1  | 2-2  | 2-1  |
| 2    | Eintracht Frankfurt  | 7   | 6 | 3 | 1 | 2 | 8  | 7  | +1   |  | Eintracht Frankfurt        | 0-1  |      | 2-0  | 4-1  |
| 3    | 1. FC Köln           | 5   | 6 | 1 | 3 | 2 | 8  | 10 | -2   |  | 1. FC Köln                 | 1-2  | 0-0  |      | 3-2  |
| 4    | Kieler SV Holstein   | 1   | 6 | 0 | 1 | 5 | 1  | 11 | -10  |  | Kieler SV Holstein         | 2-4  | 0-1  | 2-2  |      |

##### Groupe 2
| Rang | Équipe                  | Pts | J | G | N | P | Bp | Bc | Diff |  | Résultats (▼ dom., ► ext.) | Stut | Dort | Hamb | Berl |
| ---- | ----------------------- | --- | - | - | - | - | -- | -- | ---- |  | -------------------------- | ---- | ---- | ---- | ---- |
| 1    | VfB Stuttgart           | 10  | 6 | 5 | 0 | 1 | 16 | 6  | +10  |  | VfB Stuttgart              |      | 2-1  | 2-1  | 6-0  |
| 2    | BV 09 Borussia Dortmund | 10  | 6 | 5 | 0 | 1 | 17 | 7  | +10  |  | BV 09 Borussia Dortmund    | 2-1  |      | 4-1  | 4-0  |
| 3    | Hamburger SV            | 3   | 6 | 1 | 1 | 4 | 11 | 15 | -4   |  | Hamburger SV               | 1-2  | 3-4  |      | 3-1  |
| 4    | SC Union 06 Berlin      | 1   | 6 | 0 | 1 | 5 | 4  | 20 | -16  |  | SC Union 06 Berlin         | 1-3  | 0-2  | 2-2  |      |

- Le VfB Stuttgart avec "16 buts divisés par 6" soit une moyenne de buts de 2,66 fut classé devant le BV 09 Borussia Dortmund dont la moyenne de buts était de 2,43 ("17 buts divisés par 7").

#### Finale
| 21 juin 1953 | 1. FC Kaiserslautern                                    | 4 - 1 | VfB Stuttgart    | Olympiastadion, Berlin |  |
|              | F. Walter 37e · Wanger 57e · Scheffler 78e · Wenzel 83e |       | Kronenbitter 72e |                        |  |

## Bilan de la saison
| Tableau d'Honneur              |                   |
| Compétition                    | Vainqueur         |
| Championnat de RFA de football | FC Kaiserslautern |
| Coupe d'Allemagne de football  | Rot-Weiss Essen   |